# Georgie Viennet
Georgie Viennet, née le 10 juillet 1927 à Genève et morte le 18 juin 1992 à Paris, est une chanteuse proche des milieux libertaires, et interprète notamment de chansons de Léo Ferré, Jean Ferrat, Francis Carco et Jacques Prévert. Elle fonde en 1959 l'Association française contre la peine de mort dont elle assure la présidence jusqu'à sa mort. 

## Georgie Viennet, vue par Léo Ferré
Léo Ferré a présenté ainsi Georgie Viennet, dans la préface d'un de ses disques : 

« Je connais une belle jeune femme qui porte la chanson comme il faut qu'on porte les robes chez Dior... Elle serait depuis longtemps un hit-parade dans Bambino ou autre salade, mais son cœur est sévère, sa sensibilité féroce et son intelligence ne lui passe rien... C'est pourquoi elle a choisi la pitance des poètes, la chanson ! J'aime voir entrer sur scène Georgie Viennet qui met des étoiles sur mes tuniques de bure. La chanson tourne, comme le vent, la chance aussi qui parait être enfin de son côté. Le public, lui, depuis longtemps, l'a déjà reconnue »

— Léo Ferré, verso du 45 tours Teppaz 45512.

## Listes de chansons
- Georgie Viennet, À Saint-Germain des prés
- Fabia Gringor, Franck Lauragais, French Cancan, par Georgie Viennet
- André Dassary, Mon fandango, par Georgie Viennet
- Jean Ferrat, Betty de Manchester, par Georgie Viennet[5]